# Parti libéral-démocrate de Russie
Pour les articles homonymes, voir Parti libéral-démocrate.
 (décembre 2015).
Si vous disposez d'ouvrages ou d'articles de référence ou si vous connaissez des sites web de qualité traitant du thème abordé ici, merci de compléter l'article en donnant les références utiles à sa vérifiabilité et en les liant à la section « Notes et références ».
Le Parti libéral-démocrate de Russie (en russe : Либерально-демократическая партия России, Liberalno-demokratitcheskaïa partiïa Rossii, LDPR) est un parti politique russe socialement conservateur et nationaliste. Il a été dirigé par Vladimir Jirinovski de sa fondation, en 1989, comme le Parti libéral démocratique de l'Union soviétique (avant de prendre son nom actuel en 1992, après la dislocation de l'URSS) jusqu'à son décès en avril 2022. 
Le LDPR se décrit comme un parti démocratique centriste et réformateur, mais en dépit de son nom, il est fréquemment décrit comme « ni libéral ni démocratique ». Le LDPR, centré autour de la personne de Vladimir Jirinovski,, est souvent considéré, en particulier dans les médias étrangers, comme un parti populiste,,, nationaliste,, ou ultranationaliste,. Il est également décrit comme fiscalement étatiste et autoritaire, et a aussi été qualifié de fasciste,,,,, bien que ce dernier label soit contesté. Son idéologie est décrite comme étant basée sur les idées de Jirinovski de « reconquête impériale » et sur une vision autoritaire et expansionniste d'une Grande Russie,. Le parti, qui fait partie de « l'opposition systémique (en) », est considéré comme traditionnellement fidèle au Kremlin,,.

## Histoire
Au niveau régional, il détient, en 2023, deux des 85 sièges des dirigeants des sujets russes, avec ceux de l'oblast de Vladimir et du kraï de Khabarovsk. Il détient la majorité seulement dans le parlement régional du kraï de Khabarovsk, avec 26 sièges sur 36.[réf. nécessaire]

## Positionnement politique
Le LDPR recherche « un renouveau de la Russie en tant que grande puissance ». Il s'oppose à la fois au communisme de l'Union soviétique (en) et au capitalisme néolibéral. Il préfère une économie mixte à propriété privée, mais avec un rôle de gestion fort réservé à l'État. 
En matière de politique étrangère, le parti met fortement l'accent sur les « civilisations ». Il a soutenu la restauration de la Russie avec ses « frontières naturelles » (qui, selon le parti, incluent la Transcaucasie, l'Asie centrale, la Biélorussie et l'Ukraine). 
Le LDPR considère les États-Unis, l'OTAN et la civilisation occidentale comme les principales menaces extérieures de la Russie. Le parti a sévèrement critiqué la discrimination contre les citoyens d'ethnie russe (en) dans les États baltes et a exigé qu'ils reçoivent la citoyenneté russe et soient protégés contre la législation discriminatoire. 
Le LDPR est également contre la corruption et l'élargissement de l'Union européenne, s'identifiant comme un parti eurosceptique, préférant plutôt le panslavisme. 
Le LDPR s'identifie également comme impérialiste russe à la fois dans son soutien à un Empire russe rétabli et dans son soutien à l'impérialisme,. Jirinovski a déclaré que son objectif est qu'un monarque intitulé « souverain suprême » dirige la Russie et a promis de tirer sur ses opposants politiques s'il était élu président,,.
Le professeur Henry E. Hale énumère la politique principale du parti comme étant le nationalisme et une focalisation sur la loi et l'ordre (en). 
Bien qu'il utilise souvent une rhétorique d'opposition radicale, le LDPR vote fréquemment les propositions du gouvernement. 
Le LDPR reçoit un financement du Kremlin. En effet, en Russie, les partis politiques qui ont franchi la barrière de 3% des votes et sont entrés au parlement (Douma) sont officiellement financés par le gouvernement, conformément à la loi fédérale. Ainsi, en 2018, LDPR a reçu 99,7% de son financement du gouvernement, le KPRF 90% et Russie juste 81%,.

## Structure et composition

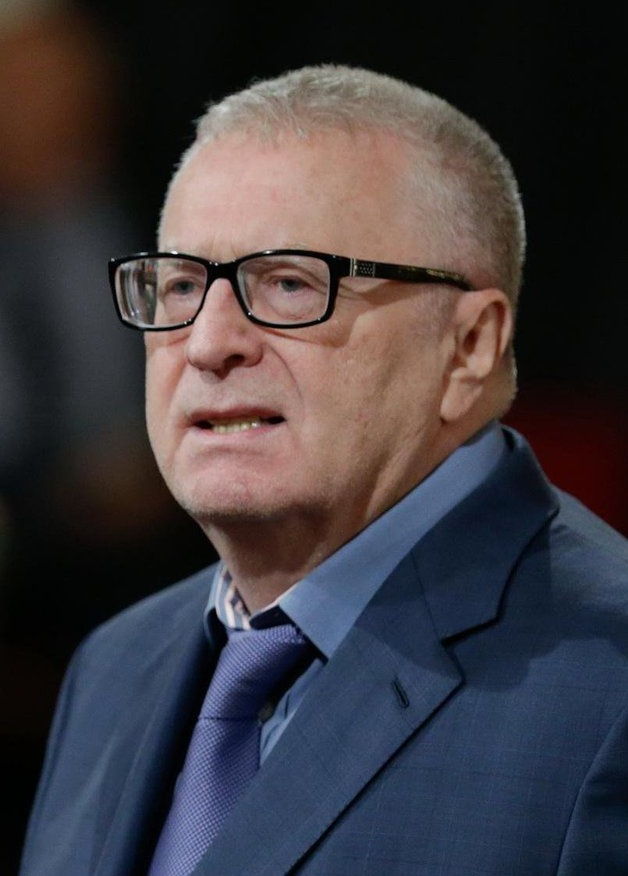
Vladimir Jirinovski.

L'organisation du parti est quasiment centrée sur son chef Vladimir Jirinovski.
Le parti a passé des alliances avec plusieurs partis issus des anciennes républiques soviétiques, dont l'Arménie, la Biélorussie, l'Estonie et l'Ukraine.
En 2003, le parti revendiquait 600 000 membres et avait émis 475 000 cartes de parti. Selon un sondage réalisé en 2008 par Colton, Hale et McFaul, 4% de la population russe sont des fidèles du parti.

## Résultats électoraux

### Élections présidentielles
| Année | Candidat             | 1er tour  | 1er tour | 1er tour | 2d tour | 2d tour | 2d tour |
| Année | Candidat             | Voix      | %        | Rang     | Voix    | %       | Rang    |
| ----- | -------------------- | --------- | -------- | -------- | ------- | ------- | ------- |
| 1996  | Vladimir Jirinovski  | 4 311 479 | 5,7      | 5e       |         |         |         |
| 2000  | Vladimir Jirinovski  | 2 026 509 | 2,7      | 5e       |         |         |         |
| 2004  | Oleg Malychkine (en) | 1 394 000 | 2,0      | 5e       |         |         |         |
| 2008  | Vladimir Jirinovski  | 6 998 510 | 9,5      | 3e       |         |         |         |
| 2012  | Vladimir Jirinovski  | 4 448 959 | 6,2      | 4e       |         |         |         |
| 2018  | Vladimir Jirinovski  | 4 154 985 | 5,6      | 3e       |         |         |         |
| 2024  | Leonid Sloutski      |           |          |          |         |         |         |

### Élections législatives
| Année | Voix       | %    | Rang | Sièges   |
| ----- | ---------- | ---- | ---- | -------- |
| 1993  | 12 318 562 | 22,9 | 1er  | 70 / 450 |
| 1995  | 7 737 431  | 11,2 | 2e   | 51 / 450 |
| 1999  | 3 990 038  | 6,0  | 5e   | 17 / 450 |
| 2003  | 6 943 885  | 11,5 | 3e   | 36 / 450 |
| 2007  | 5 660 823  | 8,1  | 3e   | 40 / 450 |
| 2011  | 7 664 570  | 11,7 | 4e   | 56 / 450 |
| 2016  | 6 917 063  | 13,1 | 3e   | 39 / 450 |
| 2021  | 4 252 096  | 7,6  | 3e   | 21 / 450 |